# Bóng bàn tại Đại hội Thể thao Đông Nam Á 2005
Bóng bàn tại Đại hội Thể thao Đông Nam Á năm 2005 được tổ chức từ ngày 28 tháng 11 đến ngày 4 tháng 12 năm 2005 tại Nhà thi đấu Ninoy Aquino, Khu liên hợp thể thao Rizal Memorial, Manila, Philippines. Chương trình thi đấu bao gồm 7 nội dung thi đấu: đơn nam, đơn nữ, đôi nam, đôi nữ, đôi nam – nữ, đồng đội nam và đồng đội nữ.
Đoàn thể thao Singapore tiếp tục thể hiện thế mạnh của mình tại môn bóng bàn khi giành được 6 huy chương vàng, nhất toàn đoàn. Huy chương vàng còn lại thuộc về đoàn Indonesia ở nội dung đơn nam.

## Bảng huy chương
| Hạng               | Đoàn               | Vàng | Bạc | Đồng | Tổng số |
| ------------------ | ------------------ | ---- | --- | ---- | ------- |
| 1                  | Singapore          | 6    | 2   | 2    | 10      |
| 2                  | Indonesia          | 1    | 2   | 4    | 7       |
| 3                  | Thái Lan           | 0    | 1   | 3    | 4       |
| 4                  | Việt Nam           | 0    | 1   | 2    | 3       |
| 5                  | Philippines        | 0    | 1   | 1    | 2       |
| 6                  | Malaysia           | 0    | 0   | 1    | 1       |
| 6                  | Myanmar            | 0    | 0   | 1    | 1       |
| Tổng số (7 đơn vị) | Tổng số (7 đơn vị) | 7    | 7   | 14   | 28      |

## Tóm tắt kết quả
| Nội dung     | Vàng                                                     | Bạc                                                                      | Đồng                                                                        |  |
| ------------ | -------------------------------------------------------- | ------------------------------------------------------------------------ | --------------------------------------------------------------------------- |  |
| Đơn nam      | Muhammad Hussein · Indonesia                             | Richard Gonzales · Philippines                                           | Yang Zi · Singapore                                                         |  |
| Đơn nam      | Muhammad Hussein · Indonesia                             | Richard Gonzales · Philippines                                           | Đoàn Kiến Quốc · Việt Nam                                                   |  |
| Đơn nữ       | Zhang Xueling · Singapore                                | Li Jiawei · Singapore                                                    | Nanthana Komwong · Thái Lan                                                 |  |
| Đơn nữ       | Zhang Xueling · Singapore                                | Li Jiawei · Singapore                                                    | Christine Ferliana · Indonesia                                              |  |
|              |                                                          |                                                                          |                                                                             |  |
| Đôi nam      | Singapore · Cai Xiaoli · Yang Zi                         | Indonesia · David Jacobs · Yon Mardiyono                                 | Indonesia · Muhammad Hussein · Reno Handoyo                                 |  |
| Đôi nam      | Singapore · Cai Xiaoli · Yang Zi                         | Indonesia · David Jacobs · Yon Mardiyono                                 | Việt Nam · Nguyễn Nam Hải · Trần Tuấn Quỳnh                                 |  |
| Đôi nữ       | Singapore · Li Jiawei · Zhang Xueling                    | Indonesia · Ceria Nilasari Jusma · Christine Ferliana                    | Thái Lan · Anisara Muangsuk · Nanthana Komwong                              |  |
| Đôi nữ       | Singapore · Li Jiawei · Zhang Xueling                    | Indonesia · Ceria Nilasari Jusma · Christine Ferliana                    | Singapore · Tan Paey Fern · Xu Yan                                          |  |
| Đôi nam nữ   | Singapore · Yang Zi · Zhang Xueling                      | Singapore · Cai Xiaoli · Li Jiawei                                       | Malaysia · Muhd Shakirin Ibrahim · Beh Lee Wei                              |  |
| Đôi nam nữ   | Singapore · Yang Zi · Zhang Xueling                      | Singapore · Cai Xiaoli · Li Jiawei                                       | Thái Lan · Chaisit Chaitat · Anisara Muangsuk                               |  |
|              |                                                          |                                                                          |                                                                             |  |
| Đồng đội nam | Singapore · Cai Xiaoli · Clarence Lee Tien Hoe · Yang Zi | Việt Nam · Đoàn Kiến Quốc · Nguyễn Nam Hải · Trần Tuấn Quỳnh             | Indonesia · Muhammad Hussein · Reno Handoyo · Yon Mardiyono                 |  |
| Đồng đội nam | Singapore · Cai Xiaoli · Clarence Lee Tien Hoe · Yang Zi | Việt Nam · Đoàn Kiến Quốc · Nguyễn Nam Hải · Trần Tuấn Quỳnh             | Philippines · Ernesto Ebuen · Julius Esposo · Richard Gonzales              |  |
| Đồng đội nữ  | Singapore · Li Jiawei · Tan Paey Fern · Zhang Xueling    | Thái Lan · Anisara Muangsuk · Nanthana Komwong · Suttilux Rattanaprayoon | Myanmar · Aye Lu · Ei Ei Myo · Zin Myat Phyu                                |  |
| Đồng đội nữ  | Singapore · Li Jiawei · Tan Paey Fern · Zhang Xueling    | Thái Lan · Anisara Muangsuk · Nanthana Komwong · Suttilux Rattanaprayoon | Indonesia · Ceria Nilasari Jusma · Christine Ferliana · Istiyanti Lindawati |  |